# Ksenija Ivanović
Ksenija Ivanović (* 22. Mai 1986 in Podgorica) ist eine montenegrinische Volleyballspielerin.

## Karriere
Ivanovićs Eltern waren Basketball-Profis in der ersten Liga. Die Tochter kam erst im Alter von zwölf Jahren zum Volleyball und begann ihre Karriere 1999 bei VC Buducnosti. Von 2002 bis 2005 spielte sie bei OK Budućnost Podgorica. In ihrer Heimat gewann die Außenangreiferin insgesamt dreimal die nationale Meisterschaft und zweimal den montenegrinischen Pokal. 2006 wechselte sie zum serbischen Verein VC Zrenjanin 023 und 2008 ging sie zum VC Klek. 2010 zog sie nach Belgien, wo sie für Dauphines Charleroi aktiv spielte. Nach einer Saison wurde sie vom deutschen Bundesligisten 1. VC Wiesbaden verpflichtet. 2014 wechselte sie nach Frankreich zu Hainaut Volley und 2015 nach Aserbaidschan zu Telekom Baku.